# حرب صحراوية

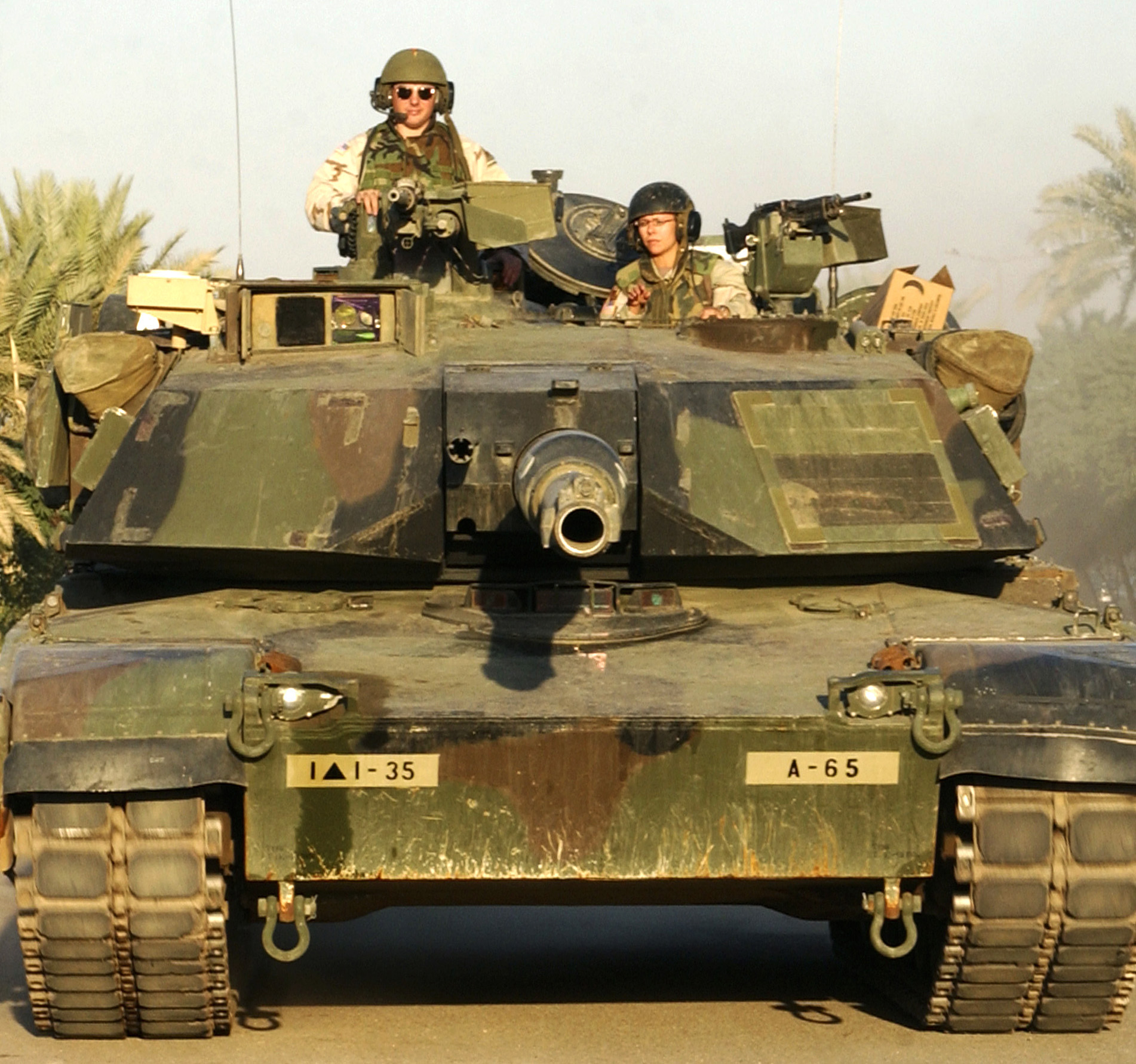

في الحرب الصحراوية، تكون العناصر الصحراوية في بعض الأحيان أخطر من العدو الفعلي. تُعتبر الأرض الصحراوية ثاني أكثر المناطق غير المواتية للجنود بعد البيئة الباردة. الرطوبة المنخفضة، والبرد والحر الشديدين وقلة الحواجز والحياة البرية تسمح بزيادة استخدام الأجهزة الإلكترونية والطائرات دون طيار بغرض المراقبة والهجمات.

## خواص وتكتيكات حرب الصحراء
تجعل قحولة الصحراء الاستيلاء على المدن الرئيسية أمرًا أساسيًا بهدف ضمان حفاظ السيطرة على الموارد المهمة (المياه النظيفة في المقام الأول) والحفاظ على إمدادات عسكرية جيدة. لذلك في الحرب التقليدية، تكون عمليات الحصار الحدث الأكثر تواترًا، لأن المُدافع غالبًا ما يحصن المواقع لحماية المدن التي يتزود منها.

### التمويه والتخفيّ
تكون المعالم البارزة في العديد من الصحاري محدودة، ولذا يمكن أن تتحول المناورة عبر الصحراء إلى كابوس لوجستي. غالبًا ما تلجأ الجيوش إلى سلاح الفرسان بهدف اجتياز المساحات الكبيرة من الصحراء القاسية دون زيادة إجهاد الجنود، المعرضين أصًلا لخطر التجفاف بسبب ارتفاع درجات الحرارة خلال النهار.

### إمكانية التنقل
إمكانية التنقل أمر أساسي لنجاح حرب الصحراء. وهذا ما يفسر الاستخدام المكثف للدروع في المعارك مثل معركة العلمين في الحرب العالمية الثانية. وقد لوحظ أن التنقل ذو أهمية بالغة في الحروب الصحراوية، فقد تصبح المعارك في بعض الأحيان مماثلة للاشتباكات البحرية، حيث يكون الاستحواذ الفعلي على الأرض أقل أهمية من مواقع الدبابات (أو السفن).
هناك العديد من الأعداء لمقاتل الصحراء. ويشمل ذلك المركبات الجوية والدبابات، التي يمكن أن تشكل تهديداً كبيرًا لمغاوير الصحراء لأنهم لا يملكون وسيلة تذكر لمضاهاة هذه القوة. بالإضافة إلى ذلك، لا يوجد الكثير من الأماكن للاختباء من هذه الأسلحة في البيئة الصحراوية التي لا تحوي الكثير من الحواجز.
مشكلة أخرى هي الكثبان الرملية، التي قد تقلل القدرة على التنقل بنسبة 60 ٪. فمع عدم وجود قاعدة ثابتة ومستقرة للأرض، من السهل أن ينزلق الشخص أو حتى أن يدفن.

### شُحّ المياه
يؤدي نقص المياه والحرارة الشديدة إلى صعوبات عند الانخراط في حرب في الصحراء. الألغام الأرضية عدو قاتل آخر. على الرغم من أن استخدامها ليس حكرًا على الصحراء، تعد أداة قاتلة ولا يستهان بأهميتها، فمن الصعب اكتشافها وتمنع التحرك. قد يؤدي شح المياه إلى تغيير القواعد، والانتقال من موضع إلى آخر بحثًا عن مصدر للمياه.

## درجة حرارة الجسم
في الحروب الصحراوية، يمكن أن ترتفع درجة حرارة جسم الفرد إلى مستويات غير عادية مسببة أعراضًا شبيهة بالحمى، من وهن وتجفاف.

## التجفاف
قد يضطر الفرد إلى مواجهة حالات من التجفاف في الحروب الصحراوية بسبب نقص السوائل الصالحة للاستهلاك والمياه النظيفة.